# ماریان ژینارو

ماریان ژینارو بازیکن رومانیایی شهرداری تبریز در سال ۱۳۷۴ بوده است. او سومین بازیکن خارجی در لیگ ایران پس از انقلاب و اولین بازیکن رومانیایی فوتبال در لیگ ایران است.